# Конгенитални тортиколис
Конгенитални тортиколис или криви врат. Основна карактеристика је нагиб главе према рамену услед скраћења бочног прегибача главе (m. sternocleidomastoideus). Узрок овоме може бити лош положај фетуса у материци последњих недеља трудноће или повреда мишића у вријеме порођаја. Одмах послије рођења уочава се да су врат и глава нагнути бочно, а брада је окренута према супротном рамену. У неким тежим случајевима настаје асиметрија лица. У случају да је мишић повређен током порођаја, тада долази до прожимања мишићних влакана крвљу. Потом она подлежу фиброзним променама и тада се на мишићу могу запазити палпирати мала задебљања, што изискује дуготрајнију терапију у виду корекције деформитета.
|  | Молимо Вас, обратите пажњу на важно упозорење у вези са темама из области медицине (здравља). |